# Rani & Sukh
Rani & Sukh (originaltitel: Rani and Sukh) är en ungdomsroman från 2004 av den brittiske författaren Bali Rai. Boken utspelar sig mestadels i det moderna Storbritannien men även i 1960-talets Punjab.
Boken handlar om Rani och Sukh som går på samma skola och som senare startar ett förhållande. Sedan lång tid tillbaka är deras familjer fiender och familjerna kommer aldrig att acceptera deras kärlek. När sedan Rani blir med barn blir inte förhållandet lättare. 
Det är en viss skillnad på familjerna: Ranis familj är väldigt troende och traditionella, medan Sukhs familj är mer gorree, vilket betyder smutsig. Och Ranis familj vill att hon ska gifta sig med en rik punjabisk man men det vill in Rani alls. Och när då Rani och Sukh har varit tillsammans i snart 8 månader börjar hennes familj att inse at något är på gång